# Parque nacional Snowdonia
El Parque nacional Eryri, o (Parc Cenedlaethol Eryri en galés), (anteriormente Snowdonia En inglés) fue establecido en 1951 como el tercer parque nacional de Inglaterra y Gales. Cubre una superficie de 2142 km² (840 millas²) de la región de Eryri (Snowdonia) al noroeste de Gales. En él se encuentra la montaña más alta de Inglaterra y de Gales, y el lago más grande de este último.

## Etimología

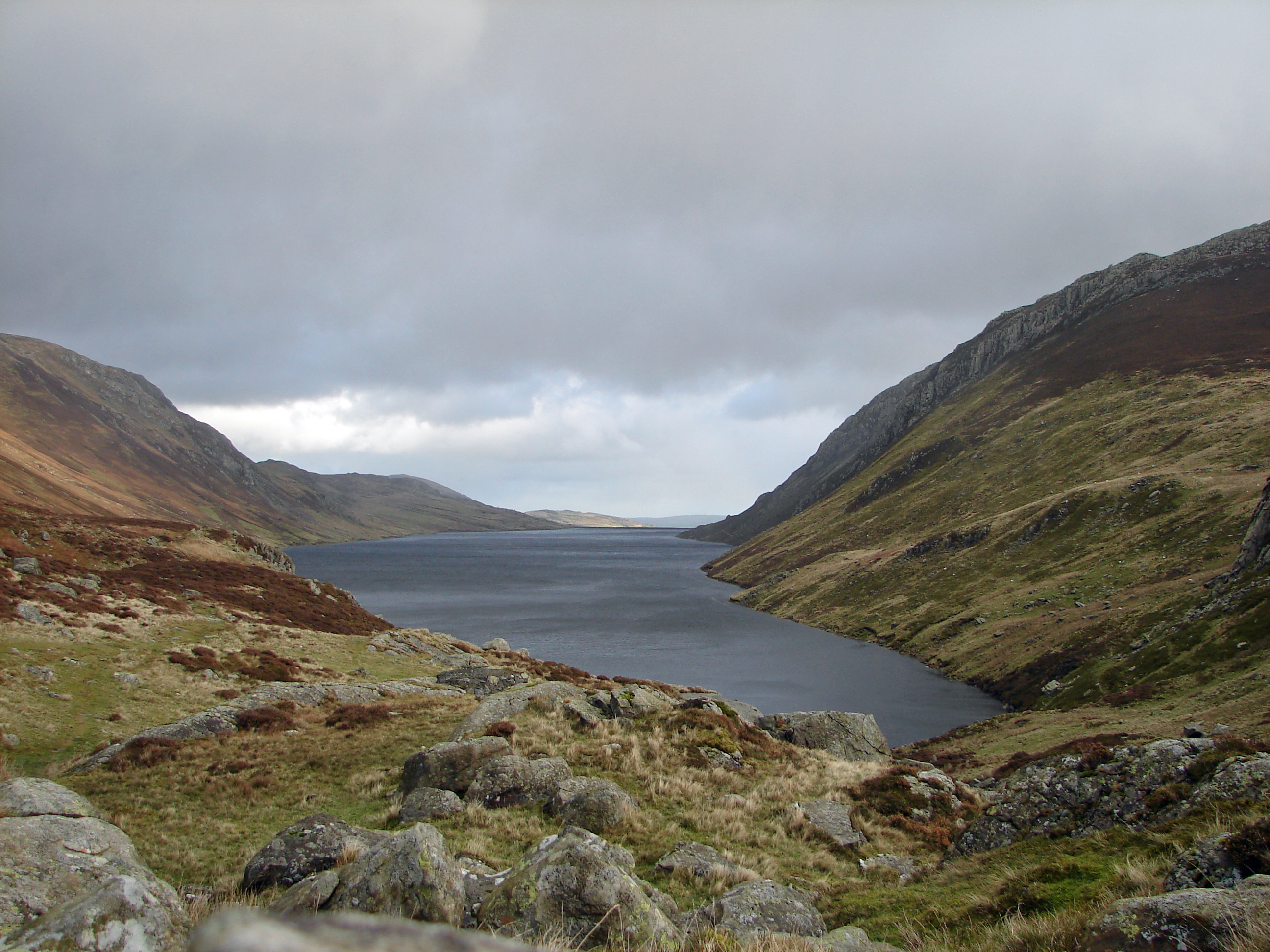
Vista del mar desde Llyn Cowlyd, al norte de Capel Curig

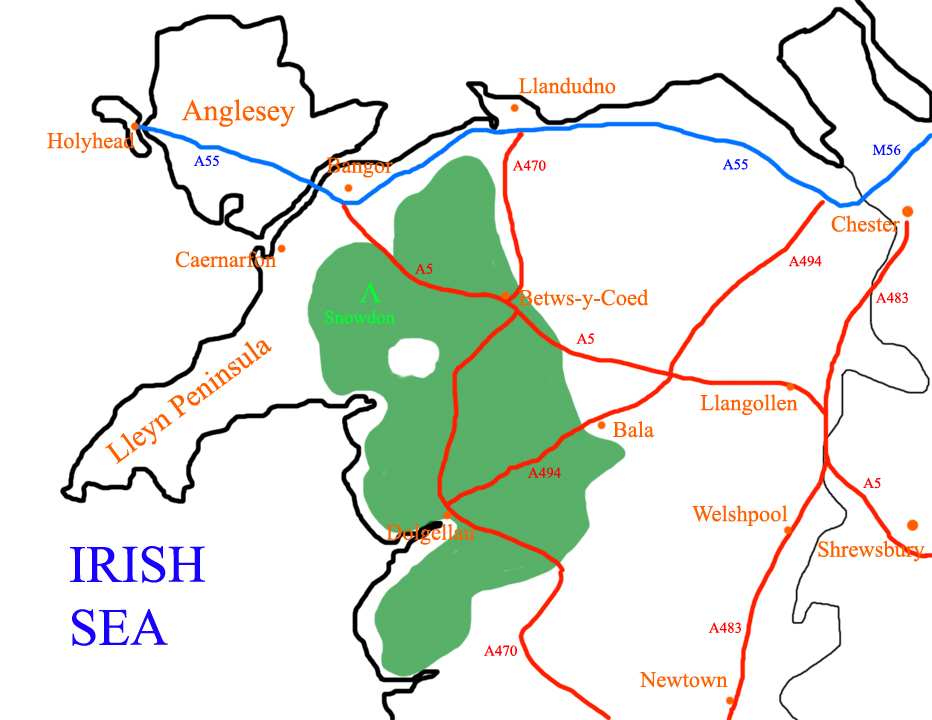
Mapa del parque nacional de Eryri, ubicado en el norte de Gales.

El nombre en inglés para el parque deriva de Yr Wyddfa (Snowdon), la montaña más alta de Gales, con una altitud de 1085 m. En Gales, el parque se llama Eryri. Una de las hipótesis más extendida es que el nombre deriva de Eryr (águila), pero otros afirman que el nombre significa, sencillamente, Highlands ("tierras altas"), como afirma el estudioso galés Sir Ifor Williams. En la Edad Media el título de Príncipe de Gales y el Señor de Snowdonia (Tywysog Cymru ac Arglwydd Eryri) fue utilizado por Llywelyn ap Gruffudd; su abuelo Llywelyn Fawr ostentaba el título de Príncipe de Gales del Norte y Señor de Snowdonia.
Antes de la designación de los límites del parque nacional, Eryri solía referirse a un área más pequeña, es decir, la zona de tierras altas del norte de Gwynedd ubicada en el macizo de Snowdon, mientras que el parque nacional tiene una superficie de más de dos veces ese tamaño que se extiende más hacia el sur en Meirionnydd. Esto se evidencia en los libros publicados antes de 1951, como la relación de viajes clásicos Gales salvaje (1862), de George Borrow, y Las montañas de Snowdonia (1925), de H. Carr & G. Lister. F.J. North, como editor del libro Snowdonia (1949), afirma que cuando el Comité delineó las fronteras provisionales, que incluyen áreas a cierta distancia de Eryri, el Eryri tradicional incluye las regiones de Snowdon y sus satélites, el Glyderau, el Carneddau y el grupo de Moel Siabod. No incluye las colinas del sur de Maentwrog. Como en Eryri, esta zona ocupa un lugar único en la historia de Gales, la tradición y la cultura.

## Características

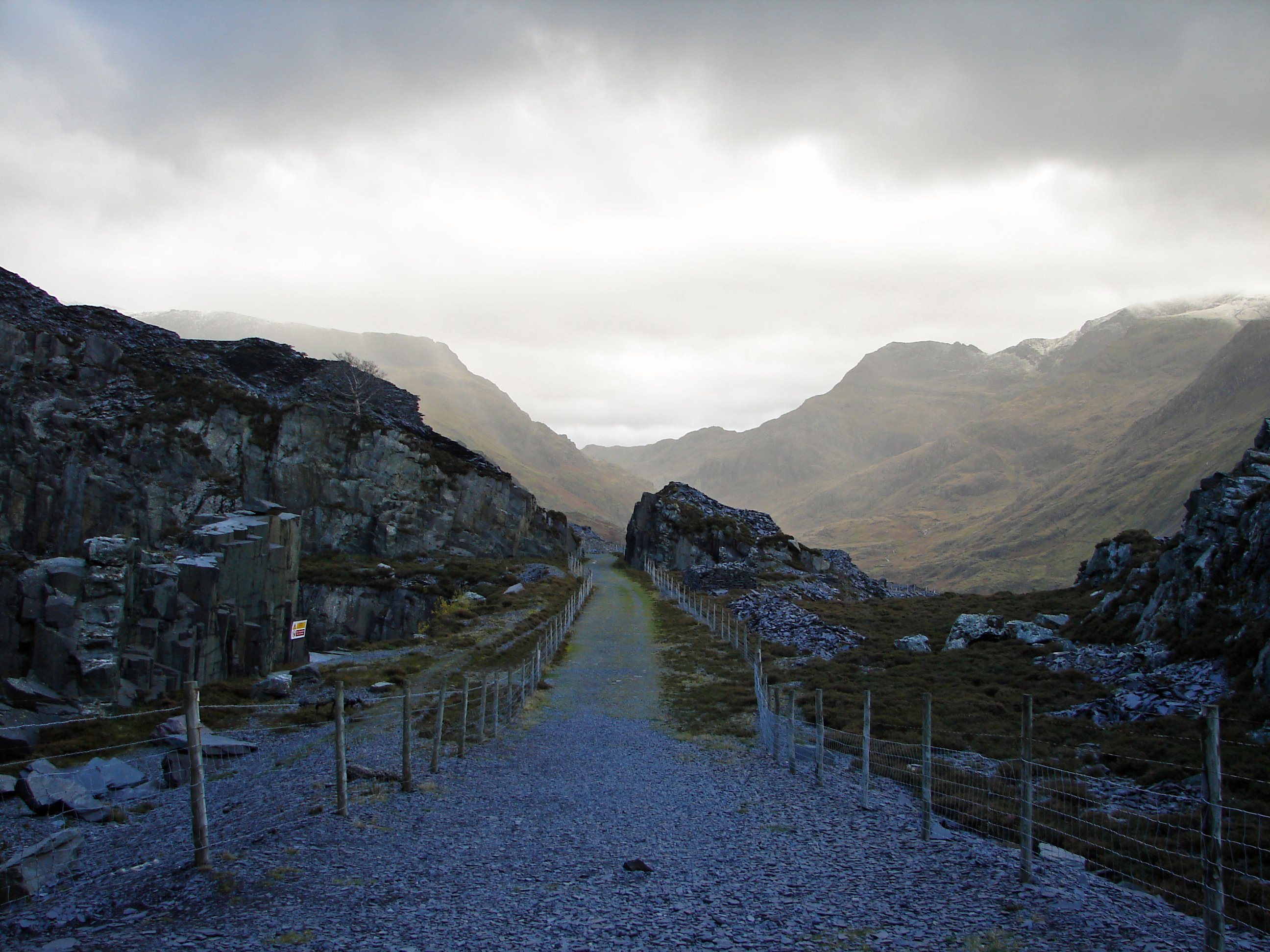
Imagen del parque

El parque es regido por la Autoridad del Parque Nacional de Eryri, formada por el gobierno local, el gobierno de Gales y representantes nacionales. A diferencia de los parques nacionales en otros países, Eryri (y otros parques en Inglaterra y Gales) están conformados por tierras públicas y privadas regidas por una autoridad de planificación central. La composición de la propiedad del parque es como sigue:
Dentro del parque viven más de 26 000 personas. Atrae a millones de visitantes cada año. Es el tercer parque más visitado de Inglaterra y Gales. En los terrenos del parque una parte importante de la tierra está dedicada a la agricultura.
Tras una reorganización administrativa en 1998, el parque se extiende dentro del condado de Gwynedd y del barrio de Conwy. Está gobernado por un comité de 18 miembros, 9 de los cuales son elegidos por Gwynedd, 3 de Conwy, y los 6 restantes por el parlamento Galés.
Como curiosidad, dentro de su terreno queda excluida una pequeña extensión central, que corresponde al pueblo de Blaenau Ffestiniog y su cantera de pizarra. Esta zona fue excluida deliberadamente para fomentar la creación de industrias ligeras tras el cierre de las canteras.

## Áreas montañosas
Eryri se puede dividir en cuatro áreas: 
- La zona más septentrional es la más popular entre los turistas, e incluye (de oeste a este) Moel Hebog, Mynydd Mawr y Nantlle Ridge, el macizo de Snowdon, Glyderau y Carneddau.[nota 2]
- La segunda área comprende picos como Moel Siabod, Cnicht, Moelwynion y las montañas alrededor de Blaenau Ffestiniog.
- La tercera área incluye Rhinogydd en el oeste, así como Arenig y Migneint (siendo este último un área pantanosa) y Rhobell Fawr.[nota 3]
- La zona más meridional consta de Cadair Idris, el área Tarren, las colinas Dyfi y el grupo de Aran, incluyendo Aran Fawddwy, la montaña más alta en el Reino Unido al sur de Snowdon.

## Senderos montañosos

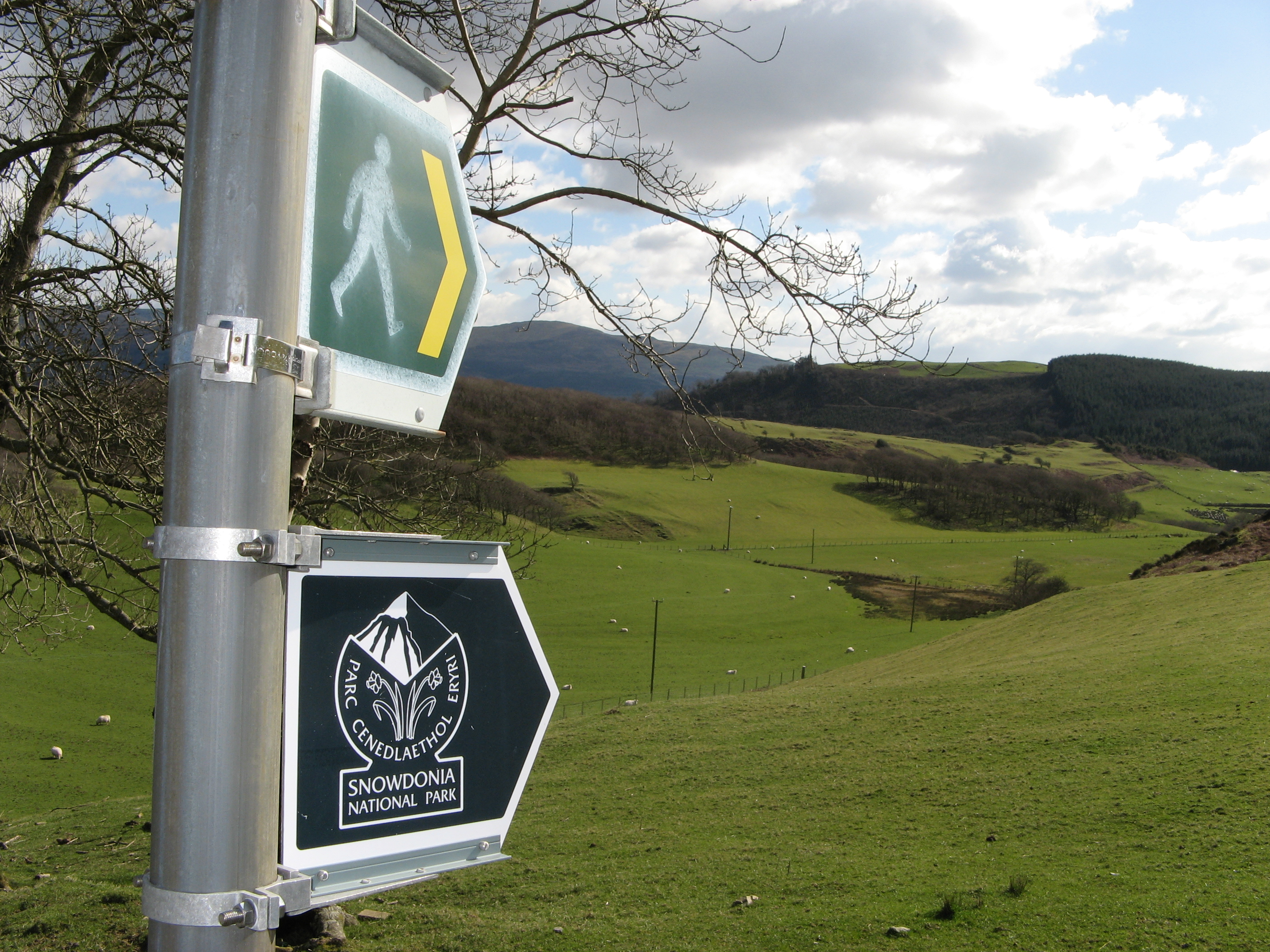
Sendero balizado en Llyn Barfog.

Muchos de los excursionistas en la zona se concentran en Snowdon. Este macizo es considerado como un reto de montaña pero puede llegar a ser bastante concurrido, sobre todo con el ferrocarril de la montaña de Snowdon que realiza su recorrido hasta la cumbre.
El resto son altas montañas con cumbres de cantos rodados, como Tryfan, una de las pocas montañas en el Reino Unido, al sur de Escocia, cuya ascensión requiere escalada y son también muy populares. Asimismo hay algunos grandes paseos de Eryri en las montañas más bajas y tienden a ser relativamente poco frecuentados. Entre los senderos preferidos por los excursionistas se encuentra Y Garn (al este de Llanberis) a lo largo de su cresta hasta Elidir Fawr, Mynydd Tal-y-Mignedd (al oeste de Snowdon) a lo largo del Nantlle Ridge hacia Mynydd Drws-y-Coed, Moelwyn Mawr (al oeste de Blaenau Ffestiniog) y Pen Llithrig y Wrach al norte de Capel Curig. Más al sur se encuentra Y Llethr en Rhinogydd y Cadair Idris, cerca de Dolgellau.
El Parque cuenta con 2380 km de senderos públicos, 264 km de senderos públicos para caballos y 74 km de otros tipos de caminos públicos. Una gran parte del parque también está cubierto por Derecho público de libre tránsito en la Naturaleza.

## Flora y fauna
Toda la costa del parque es una zona especial de conservación que se extiende desde la península de Llyn, por la costa del centro de Gales, península que contiene valiosos sistemas de dunas de arena.

### Flora

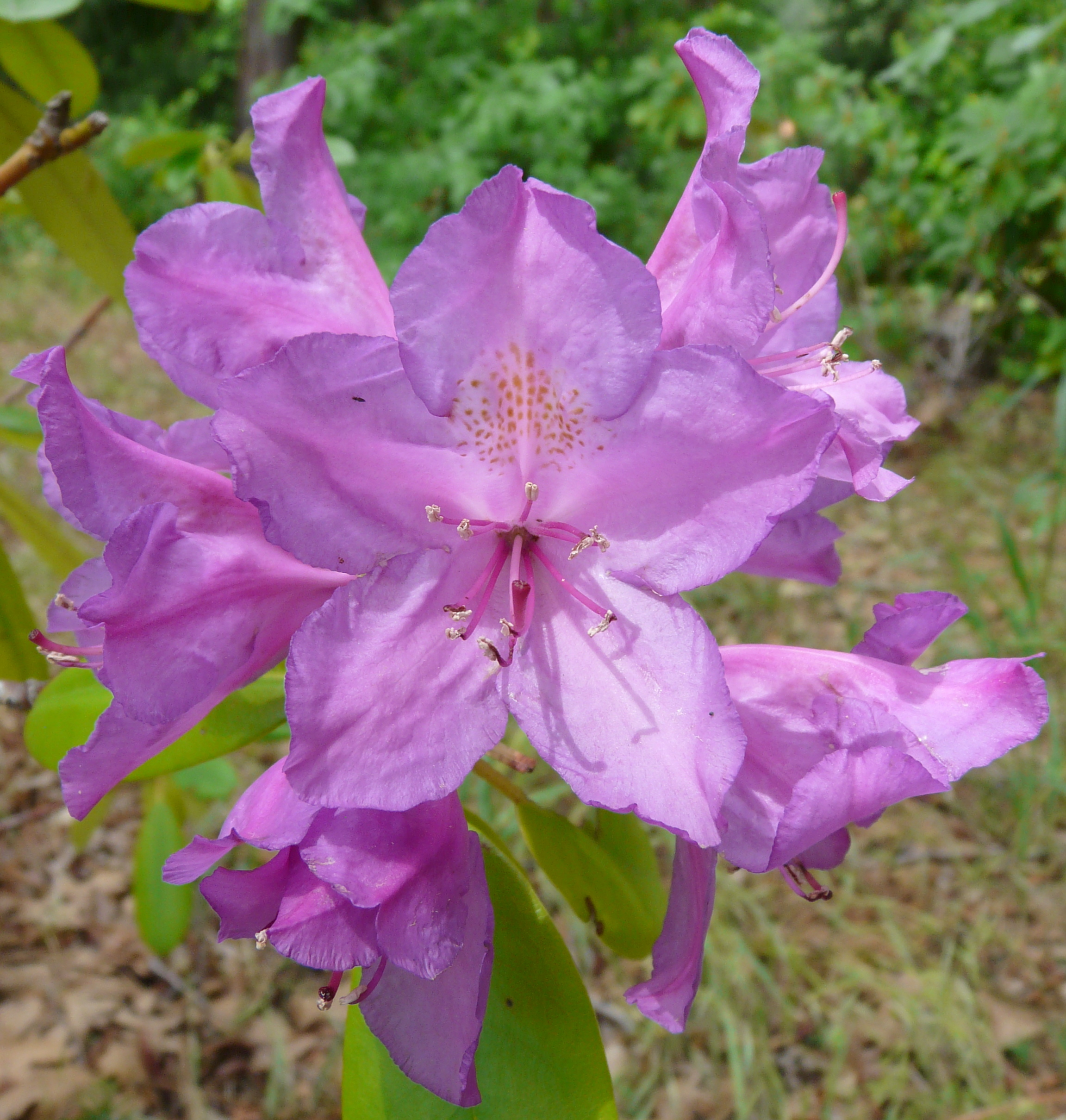
Rhododendron ponticum, una de las especies invasoras que amenazan el hábitat nativo del parque.

Los bosques naturales del parque son de tipo mixto caducifolio. El árbol más común es el roble galés. También son comunes el abedul, el fresno, así como el avellano. En el parque crecen algunas grandes coníferas, plantadas en áreas como el bosque de Gwydir, cerca de Betws-y-Coed. Algunas áreas, una vez cosechadas, son cada vez más naturales.
Northern Eryri es el único lugar en Gran Bretaña donde el lirio de Snowdon, una planta ártica y alpina y el escarabajo de Snowdon de color arco iris —Chrysolina cerealis— se encuentran en el lugar, el único en el mundo donde crece Hieracium snowdoniense.
Una gran parte del parque se halla actualmente bajo la designación —o en estudio para su designación— como el Site of Special Scientific Interest, el National Nature Reserves in the United Kingdom, la Zona de Especial Conservación y la Zona de especial protección para las aves, así como asociaciones relacionadas con la biosfera y el Convenio de Ramsar.
Uno de los principales problemas con el que se enfrenta el parque en los últimos años es el crecimiento del Rhododendron ponticum. Este rápido crecimiento de especies invasoras tiene tendencia a asumir el control y asfixiar a las especies nativas. Puede formar crecimientos masivos imponentes y conlleva un hongo que crece en sus raíces y que produce toxinas que son tóxicas para la flora y fauna locales, perdurando durante siete años hasta su completa erradicación. Como resultado de ello, actualmente hay una serie de paisajes desolados.

### Fauna

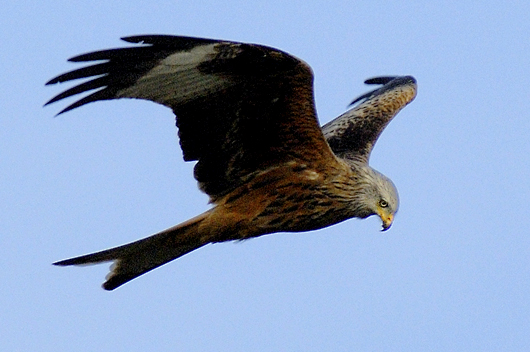
El milano real, águila nativa del parque.

La importancia de Eryri para la conservación del hábitat y la vida silvestre en la región se refleja en el hecho de que casi el 20% de su superficie total está protegida por el Reino Unido y la legislación europea. La mitad de esta área fue dejada de lado por el gobierno en virtud de la Directiva de Hábitats de Europa como zona especial de conservación. En el parque se pueden encontrar mamíferos, tales como nutrias, hurones, cabras salvajes e incluso martas, aunque estos últimos no han sido visto en años. En cuanto a las aves, se incluyen cuervos, halcones peregrinos, águilas pescadoras, merlines y milanos reales. Otro famoso habitante de Snowdonia es el Snowdon o escarabajo Rainbow. El parque cuenta con tres Convenios de Ramsar:
- Dyfi Estuary Biosphere Reserve.
- Cwm Idwa.
- Llyn Tegid.

## Clima
Eryri es una de las partes más húmedas del clima del Reino Unido; Crib Goch en Snowdonia es el lugar más húmedo de Reino Unido, con una precipitación media de 4473 milímetros al año durante los últimos 30 años.

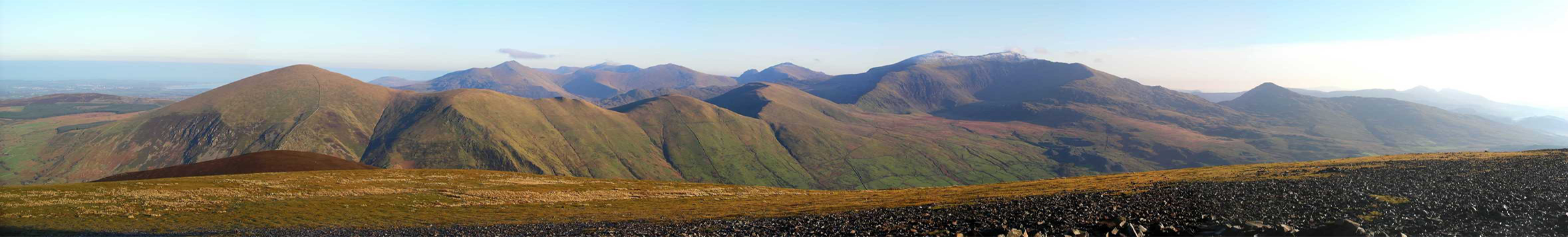
Panorama de una parte del macizo de Snowdon incluyendo Snowdon (centro-derecha) tomadas desde Mynydd Mawr. El Glyderau es visible en la distancia.

## Tabla de porcentajes por tipo de propiedad
| Tipo de propiedad             | Porcentaje (%) |
| ----------------------------- | -------------- |
| Privada                       | 69,9           |
| Comisión Forestal             | 15,8           |
| Fondo Nacional                | 8,9            |
| Naturaleza Inlgesa/CCW        | 1,7            |
| Autoridad del parque nacional | 1,2            |
| Empresas de agua              | 0,9            |
| Otros                         | 1,6            |